# Ramazzottius varieornatus
Ramazzottius varieornatus är en djurart som tillhör fylumet trögkrypare, och som beskrevs av Bertolani och Kinchin 1993. Ramazzottius varieornatus ingår i släktet Ramazzottius och familjen Hypsibiidae. Inga underarter finns listade i Catalogue of Life.